# Meyers Leonard
Meyers Patrick Leonard (* 27. Februar 1992 in Robinson, Illinois) ist ein US-amerikanischer Basketballspieler. Er wurde 2021 nach einer Suspendierung von der Miami Heat zum Oklahoma City Thunder in der NBA transferiert, ohne von seinem Vetorecht Gebrauch zu machen. Bis zum Ende der Tauschphase der Saison stand er in der Kaderliste, ohne tatsächlich Teil der Organisation zu sein, und wurde dann entlassen.

## Karriere

### College
Leonard spielte von 2010 bis 2012 für zwei Spielzeiten an der University of Illinois at Urbana-Champaign. Nachdem er in seiner Freshman-Saison nur 8,2 Minuten pro Spiel absolvierte, beendete er seine Sophomore-Saison mit einem Durchschnitt von 31,8 Minuten pro Spiel sowie 13,6 Punkten und 8,2 Rebounds.

### NBA
In der NBA-Draft 2012 wurde Leonard an 11. Stelle von den Portland Trail Blazers gewählt. In seiner Debütsaison erzielte er in 69 Spielen im Schnitt 5,5 Punkte und 3,7 Rebounds. In der zweiten Saison bei Portland verlor Leonard einen großen Teil seiner Spielzeit an Joel Freeland. In 40 Spielen war er nun im Schnitt nur noch 8,9 Minuten auf dem Feld.
In seiner dritten Saison bekam Leonard, aufgrund einer Verletzungen von Robin Lopez, wieder mehr Spielzeit. Er beendete die Saison mit einem Schnitt von 15,4 Minuten, 5,9 Punkten und 4,5 Rebounds pro Spiel. Außerdem traf Leonard 51 % seiner Würfe, dabei 42 % seiner Dreier und 93 % seiner Freiwürfe. In der Saison 2015/16 spielte Leonard in 61 Spielen und startete in 10 davon. Nach dieser Saison unterschrieb Leonard einen Vertrag bei Portland für vier Jahre über 41 Millionen US-Dollar.

## Statistiken

### College
| Saison  | Team     | GP | GS | MPG  | FG % | 3P % | FT % | RPG | APG | SPG | BPG | PPG  |
| ------- | -------- | -- | -- | ---- | ---- | ---- | ---- | --- | --- | --- | --- | ---- |
| 2010/11 | Illinois | 33 | 1  | 8,2  | ,483 | ,000 | ,706 | 1,2 | 0,2 | 0,2 | 0,4 | 2,0  |
| 2011/12 | Illinois | 32 | 30 | 31,8 | ,584 | ,091 | ,732 | 8,2 | 1,3 | 0,5 | 0,5 | 13,6 |

### NBA
| Saison  | Team      | GP  | GS | MPG  | FG % | 3P % | FT % | RPG | APG | SPG | BPG | PPG |
| ------- | --------- | --- | -- | ---- | ---- | ---- | ---- | --- | --- | --- | --- | --- |
| 2012/13 | Portland  | 69  | 9  | 17.5 | .545 | .429 | .809 | 3.7 | 0.5 | 0.2 | 0.6 | 5.5 |
| 2013/14 | Portland  | 40  | 0  | 8.9  | .451 | .000 | .762 | 2.8 | 0.5 | 0.2 | 0.1 | 2.5 |
| 2014/15 | Portland  | 55  | 7  | 15.4 | .510 | .420 | .938 | 4.5 | 0.6 | 0.2 | 0.3 | 5.9 |
| 2015/16 | Portland  | 61  | 10 | 21.9 | .448 | .377 | .761 | 5.1 | 1.5 | 0.1 | 0.3 | 8.4 |
| 2016/17 | Portland  | 74  | 12 | 16.5 | .386 | .347 | .875 | 3.2 | 1.0 | 0.2 | 0.4 | 5.4 |
| 2017/18 | Portland  | 33  | 2  | 7.7  | .590 | .423 | .818 | 2.1 | 0.5 | 0.2 | 0.0 | 3.4 |
| 2018/19 | Portland  | 61  | 2  | 14.4 | .545 | .450 | .843 | 3.8 | 1.2 | 0.2 | 0.1 | 5.9 |
| 2019/20 | Miami     | 51  | 49 | 20.3 | .509 | .414 | .643 | 5.1 | 1.1 | 0.3 | 0.3 | 6.1 |
| 2020/21 | Miami     | 3   | 2  | 9.7  | .429 | .429 | .500 | 2.3 | 0.7 | 0.0 | 0.0 | 3.3 |
| 2022/23 | Milwaukee | 9   | 2  | 12.7 | .483 | .389 | .889 | 3.8 | 0.1 | 0.2 | 0.0 | 4.8 |
| Gesamt  | Gesamt    | 456 | 95 | 15.9 | .482 | .390 | .812 | 3.9 | 0.9 | 0.2 | 0.3 | 5.6 |

| Saison  | Team      | GP | GS | MPG  | FG %  | 3P % | FT %  | RPG | APG | SPG | BPG | PPG |
| ------- | --------- | -- | -- | ---- | ----- | ---- | ----- | --- | --- | --- | --- | --- |
| 2013/14 | Portland  | 4  | 0  | 2.3  | .000  | -    | -     | 0.5 | 0.0 | 0.0 | 0.0 | 0.0 |
| 2014/15 | Portland  | 5  | 0  | 21.2 | .667  | .769 | .500  | 6.6 | 1.0 | 0.4 | 0.4 | 7.8 |
| 2016/17 | Portland  | 3  | 1  | 10.3 | .200  | .000 | -     | 2.7 | 0.3 | 0.0 | 0.0 | 0.7 |
| 2017/18 | Portland  | 2  | 0  | 4.0  | 1.000 | -    | -     | 2.0 | 0.0 | 0.0 | 0.0 | 4.0 |
| 2018/19 | Portland  | 11 | 2  | 15.5 | .523  | .424 | .333  | 3.6 | 1.1 | 0.1 | 0.1 | 7.7 |
| 2019/20 | Miami     | 3  | 2  | 10.3 | .625  | .500 | 1.000 | 0.3 | 1.0 | 0.0 | 0.0 | 4.7 |
| 2022/23 | Milwaukee | 2  | 0  | 2.5  | .000  | -    | -     | 0.5 | 0.0 | 0.0 | 0.0 | 0.0 |
| Gesamt  | Gesamt    | 30 | 5  | 12.0 | .547  | .481 | .462  | 3.0 | 0.7 | 0.2 | 0.1 | 4.9 |